# Kuhlia rupestris
Espèce
Statut de conservation UICN

 LC  : Préoccupation mineure
La Doule de roche
(Kuhlia rupestris), appelée poisson plat à La Réunion, est une espèce de poissons catadromes de la famille des Kuhliidae. C'est la plus grosse espèce de la famille Kuhliidae.

## Distribution
On la trouve dans les eaux chaudes de l'océan Indien et du Pacifique où il vient pondre en provenance des eaux claires et courantes des estuaires et des cours d'eau avoisinants (notamment Nouvelle-Calédonie, nord de l'Australie, île de la Réunion, Samoa). Elle ne vit pas dans les rivières au cours lent.
Particularité de l'espèce, les femelles occupent principalement le cours supérieur des rivières tandis que les mâles se trouvent le plus souvent en aval.

## Description
La doule peut atteindre 45 cm pour un poids de 3 kg, mais il semble que les femelles soient nettement plus grosses que les mâles et, à longueur égale, notablement plus lourdes que ces derniers. Sa croissance serait assez lente, pour les femelles mais plus encore pour les mâles (en vivier, 4 ans pour atteindre 16 à 17 cm à la fourche caudale).
Elle a le corps aplati verticalement et les écailles sont beige sur le dos, argentées sur les flancs et le ventre. La nageoire caudale porte une tache foncée sur chaque côté de la queue. La mâchoire est orientée vers le haut et protractile.
Elle est omnivore, mangeant crustacés, insectes, petits poissons et jusqu'à des fruits.
C'est un poisson apprécié pour la consommation humaine.

## Reproduction
On ne sait pas grand-chose sur la reproduction de la doule de roche. J.S. Lake en 1978 a suggéré qu'elle se reproduirait en eau saumâtre. Une étude entreprise en 1987 a trouvé que le sperme des mâles arrivés à maturité est totalement inactif en eau douce, et que son maximum d'activité se développe dans une eau dont la salinité est de 20/1000 et plus. Ceci suggère qu'elle fraye dans les estuaires ou zones côtières.

## Publication originale
- Lacepède, 1802 : Histoire naturelle des poissons. vol. 4, p. 1-728.